# Marcus Æmilius Lepidus (consul en -232)
Pour les articles homonymes, voir Aemilius Lepidus.
Marcus Aemilius Lepidus est un homme politique de la République romaine de la fin du IIIe siècle av. J.-C., période qui sépare la première et la deuxième guerre punique. Les sources historiques comme Tite-Live sont lacunaires sur cette période, ce qui explique qu'on sache peu de choses sur lui.

## Famille
Il est membre des Aemilii Lepidi, branche de la famille patricienne des Aemilii. Il est le fils de Marcus Aemilius Lepidus, consul en 285 av. J.-C. Son nom complet est Marcus Aemilius M.f. M.n. Lepidus. Il est le père de Marcus Aemilius Lepidus, préteur en 218 av. J.-C., d'un Lucius et d'un Quintus Aemilius Lepidus.

## Biographie

### Consulat (232)
En 232 av. J.-C., il est consul alors que des peuples de Sardaigne, récemment soumis par les Romains, se soulèvent une fois de plus contre cette domination. Lui et son collègue au consulat, Marcus Publicius Malleolus, ils répriment les soulèvements et réunissent un important butin. Alors qu'ils abordent les côtes de la Corse, ils se font attaquer par les insulaires corses qui s’emparent de ce butin,.
Durant leur consulat, le tribun de la plèbe Caius Flaminius s'oppose au Sénat et propose une loi agraire qui donne à des citoyens romains des lots de terre dans les Ager Gallicus et Ager Picenus,.

### Consulat suffect (222-218)
Entre 222 et 218 av. J.-C., il est consul suffect.

### Augure et décès (216)
Marcus Aemilius Lepidus décède en 216 av. J.-C. alors qu'il est augure. Ses trois fils, Marcus, Lucius et Quintus organisent des jeux funèbres pendant trois jours en son honneur,.